# Arses lorealis
Az Arses lorealis a madarak osztályának verébalakúak (Passeriformes) rendjébe és a császárlégykapó-félék (Monarchidae) családjába  tartozó faj.

## Rendszerezése
A fajt Charles Walter De Vis ausztráliai ornitológus írta le 1851-ben.

## Előfordulása
Ausztrália északkeleti részén, York-félszigeten honos. Természetes élőhelyei a szubtrópusi és trópusi síkvidéki esőerdők, valamint erősen leromlott egykori erdők.

## Megjelenése
Testhossza 14–15 centiméter, testtömege 9–15 gramm.

## Életmódja
Ízeltlábúakkal táplálkozik.

## Szaporodása
Csésze alakú fészkébe, általában két tojást rak.

## Természetvédelmi helyzete
Az elterjedési területe kicsi, egyedszáma viszont stabil. A Természetvédelmi Világszövetség Vörös listáján nem fenyegetett fajként szerepel.

## Külső hivatkozások
- Képek az interneten a fajról
- Xeno-canto.org - a faj hangja és elterjedési területe